# Estádio La Cocha
O Estádio Municipal La Cocha mais conhecido como Estádio La Cocha, é um estádio de multi-uso localizado em Latacunga, no Equador. Tem capacidade para 15.200 torcedores e a equipe de Flamengo, Universidad Técnica de Cotopaxi e Deportivo Cotopaxi jogam no estádio.

## História
Foi inaugurado em 1 de abril de 1982 pelo presidente Oswaldo Hurtado Larrea. Mais tarde o presidente assinou como testemunha o contato de construção da cidade de Coliseum Esporte de Latacunga. O estádio realizou o Campeonato Sul-Americano de Futebol Sub-20 de 2001, Campeonato Sul-Americano de Futebol Sub-17 de 2007 e Campeonato Sul-Americano de Futebol Sub-17 de 2011 o estádio também faz um papel importante no futebol local da cidade com participação de três clubes o Flamengo, Universidad Técnica de Cotopaxi e o Deportivo Cotopaxi. O estádio realiza jogos de outros esportes como o futebol americano.